# Agrochola deleta
Agrochola deleta là một loài bướm đêm trong họ Noctuidae.